# Secrétaire à l'Énergie des États-Unis
Le secrétaire à l'Énergie des États-Unis (en anglais : United States Secretary of Energy) est le chef du département de l'Énergie des États-Unis. Il est membre du cabinet présidentiel et est en 15e position sur l'ordre de succession présidentielle.
Le poste a été créé en même temps que le département à l'Énergie le 1er octobre 1977, après la signature par le président Jimmy Carter du Department of Energy Organization Act. La fonction avait été créée à l'origine pour s'occuper des problèmes de production et de régulation de l'énergie. Durant les années 1980, le périmètre s'est élargi au développement de technologies pour le développement de sources d'énergie meilleures et plus efficace et pour la formation dans les domaines énergétiques. Avec la fin de la guerre froide, les tâches du secrétaire à l'Énergie se sont encore étendues, s'occupant désormais également de la gestion des déchets dont les déchets nucléaires et du maintien d'une qualité de l'environnement.
Le premier secrétaire à l'Énergie a été l'ancien secrétaire à la Défense James Schlesinger, un républicain, nommé à ce poste par un président démocrate, Jimmy Carter, seule fois où un président a nommé quelqu'un d'un autre parti que le sien à cette fonction. Schlesinger est aussi jusqu'à présent le seul à avoir été démis de ce poste. Hazel R. O'Leary, première secrétaire à l'Énergie dans l'administration Clinton fut la première femme et première Afro-Américaine à exercer cette fonction et le secrétaire qui resta le plus longtemps en poste. Clinton nomma ensuite Federico Peña, premier Hispanique puis Bill Richardson, qui devint ensuite gouverneur du Nouveau-Mexique. Steven Chu a été le premier Asio-Américain à ce poste. Il a également été le seul prix Nobel de l'administration Obama.

## Secrétaires à l’Énergie
Partis
- Démocrate
- Républicain

Statut
- Intérim Secrétaire à l'Énergie

|    | Portrait        | Nom                  | État d'origine  | Dates du mandat   | Dates du mandat   | Présidents | Présidents        |
| -- | --------------- | -------------------- | --------------- | ----------------- | ----------------- | ---------- | ----------------- |
| 1  |                 | James R. Schlesinger | Virginie        | 6 août 1977       | 6 août 1979       |            | Jimmy Carter      |
| 2  |                 | Charles Duncan       | Texas           | 24 août 1979      | 20 janvier 1981   |            | Jimmy Carter      |
| 3  |                 | James B. Edwards     | Caroline du Sud | 23 janvier 1981   | 5 novembre 1982   |            | Ronald Reagan     |
| 4  |                 | Donald P. Hodel      | Oregon          | 5 novembre 1982   | 9 décembre 1982   |            | Ronald Reagan     |
| 4  | 9 décembre 1982 | Donald P. Hodel      | Oregon          | 7 février 1985    |                   |            | Ronald Reagan     |
| 5  |                 | John S. Herrington   | Californie      | 7 février 1985    | 20 janvier 1989   |            | Ronald Reagan     |
| -  |                 | Donna R. Fitzpatrick | Washington      | 20 janvier 1989   | 1er mars 1989     |            | George H. W. Bush |
| 6  |                 | James Watkins        | Californie      | 1er mars 1989     | 20 janvier 1993   |            | George H. W. Bush |
| 7  |                 | Hazel R. O'Leary     | Minnesota       | 22 janvier 1993   | 20 janvier 1997   |            | Bill Clinton      |
| 8  |                 | Federico Peña        | Colorado        | 12 mars 1997      | 30 juin 1998      |            | Bill Clinton      |
| 9  |                 | Bill Richardson      | Nouveau-Mexique | 18 août 1998      | 20 janvier 2001   |            | Bill Clinton      |
| 10 |                 | Spencer Abraham      | Michigan        | 20 janvier 2001   | 1er février 2005  |            | George W. Bush    |
| 11 |                 | Samuel W. Bodman     | Illinois        | 1er février 2005  | 20 janvier 2009   |            | George W. Bush    |
| 12 |                 | Steven Chu           | Californie      | 20 janvier 2009   | 22 avril 2013     |            | Barack Obama      |
| -  |                 | Daniel Poneman (en)  | Ohio            | 22 avril 2013     | 16 mai 2013       |            | Barack Obama      |
| 13 |                 | Ernest Moniz         | Massachusetts   | 16 mai 2013       | 20 janvier 2017   |            | Barack Obama      |
| -  |                 | Grace Bochenek (en)  |                 | 20 janvier 2017   | 2 mars 2017       |            | Donald Trump      |
| 14 |                 | Rick Perry           | Texas           | 2 mars 2017       | 1er décembre 2019 |            | Donald Trump      |
| 15 |                 | Dan Brouillette      | Louisiane       | 1er décembre 2019 | 20 janvier 2021   |            | Donald Trump      |
| -  |                 | David Huizenga (en)  |                 | 20 janvier 2021   | 25 février 2021   |            | Joe Biden         |
| 16 |                 | Jennifer Granholm    | Michigan        | 25 février 2021   | 20 janvier 2025   |            | Joe Biden         |
| 17 |                 | Chris Wright         | Colorado        | 4 février 2025    | en cours          |            | Donald Trump      |

## Sources
- (en) Cet article est partiellement ou en totalité issu de l’article de Wikipédia en anglais intitulé « United States Secretary of Energy » (voir la liste des auteurs).